# Istok Rodeš
Istok Rodeš, né le 27 janvier 1996 à Varaždin, est un skieur alpin croate, spécialiste du slalom. 

## Biographie
En 2012, il participe aux Jeux olympiques de la jeunesse, à Innsbruck, en tant que porte-drapeau, prenant part à quatre courses, pour obtenir comme meilleur résultat une sixième place en slalom géant.
Il fait ses débuts en Coupe du monde en janvier 2013 au slalom de Zagreb. Dans la foulée, il participe aux Championnats du monde de Schladming (62e du super G).
En 2016, à Sotchi, il devient champion du monde junior de slalom en plus de gagner une médaille de bronze en combiné alpin. Il est alors invité pour les Finales de Coupe du monde à Saint-Moritz (17e du slalom, mais pas de points).
Sa première saison complète en Coupe du monde a lieu en 2016-2017, où il marque ses premiers points avec une 25e place à Adelboden (slalom).
Il participe aux Jeux olympiques d'hiver de 2018, à Pyeongchang, où il se classe 21e en slalom.
Il obtient deux septièmes places consécutives en Coupe du monde lors de l'hiver 2018-2019 à Madonna di Campiglio et Zagreb. Cet hiver, il signe aussi deux succès en Coupe d'Europe à Obereggen et Gstaad en slalom.
En 2021, le.Croate enregistre son meilleur résultat sur la scène internationale en finissant sixième du slalom aux Championnats du monde à Cortina d'Ampezzo. Sa préparation pour la saison suivante est génée par une blessure au coude qui l'éloigne des pistes pendant plusieurs mois.

## Palmarès

### Jeux olympiques d'hiver
| Épreuve / Édition | Pyeongchang 2018 |
| Slalom            | 21e              |

### Championnats du monde
| Épreuve / Édition | Schladming 2013 | Beaver Creek 2015 | Saint-Moritz 2017 | Åre 2019 | Cortina d'Ampezzo 2021 |
| Descente          | -               | Abandon           | -                 | -        | -                      |
| Slalom            | -               | -                 | 30e               | Abandon  | 6e                     |
| Super G           | 62e             | 45e               | -                 | -        | -                      |
| Combiné alpin     | -               | 36e               | -                 | -        | -                      |
| Parallèle         | -               | -                 | -                 | -        | Qualifications         |

### Coupe du monde
- Meilleur classement général : 61e en 2019.
- Meilleur résultat : 7e.

#### Classements par saison
| Saison    | Classement général final | Classement en slalom |
| 2016-2017 | 147e                     | 57e                  |
| 2018-2019 | 61e                      | 21e                  |
| 2019-2020 | 111e                     | 40e                  |
| 2020-2021 | 121e                     | 40e                  |

### Championnats du monde junior
- Sotchi 2016 :
  -  Médaille d'or en slalom.
  -  Médaille de bronze en combiné.

### Coupe d'Europe
- 1er du classement de slalom en 2019.
- 4 podiums, dont 2 victoires (en slalom).